# Forte Sangallo (Nettuno)
Forte Sangallo est une forteresse de la Renaissance située sur la mer au sud de Rome dans le village historique de la ville de Nettuno.

## Histoire
Le Forte Sangallo a été construit en 1501 par le pape Alexandre VI et par son fils Cesare Borgia. Le projet est attribué à l’architecte de la Renaissance Antonio da Sangallo le Vieux, un véritable spécialiste des fortifications de guerre. le  Forte Sangallo avait la mission de défendre la ville de Nettuno, qui à l'époque était considérée comme le « grenier du Latium », d’une éventuelle attaque par mer. Un pont-levis donne accès à la cour intérieure ornée d'une arcade.
Après la famille Borgia, au cours des siècles, le Forte Sangallo passe d'abord à la famille Colonna, puis à la Chambre apostolique et, dès le XIXe siècle, à la famille Borghese. En 1931, le fort a appartenu au baron Fassini. Entre ses hôtes le Forte Sangallo a aussi accueilli la reine Marie et la princesse Ileana de Roumanie (1931). 
Aujourd'hui la forteresse appartient à la ville de Nettuno. Dans les salles du premier étage le Forte Sangallo accueille le Museo dello sbarco alleato (Musée du débarquement allié), Opération Shingle. 
La municipalité de la ville de Nettuno y organise  des conférences et des expositions d'art contemporain.